# Contact (альбом Fancy)
Contact (с англ. — «Контакт») — второй студийный альбом немецкого поп-певца Fancy, выпущенный в 1986 году под лейблом Metronome Records. Продюсером альбома стал Энтони Монн. С альбома было выпущено 3 сингла, ставших хитами: Bolero (Hold Me in Your Arms Again), Lady of Ice и Latin Fire.

## История создания
После первого успеха Fancy, который постиг его после выхода первого альбома, певец в 1985 году выпускает первый сингл со второго альбома Bolero (Hold Me in Your Arms Again) вместе с клипом. За тем выходят Lady of Ice (1986) и Latin Fire (1987). Все три сингла заняли неплохие места в немецких хит-парадах.
После в конце 1986 года вышел и сам альбом.
В создании композиций для альбома на этот раз принял и сам певец: например, он является автором музыки для композиции Save the Moment, а также автором слов для Save the Moment.
После выхода альбом попал немецкие и швейцарские чарты. В целом Contact получил неплохие отзывы фанатов.

## Художественное оформление
Альбом Contact оказал огромное влияние на стиль музыкальных клипов диско 80-х годов. Фон, используемый на обложке альбома, а также в клипе на композицию Lady of Ice стал широко использоваться другими музыкантами и в конце концов стал визуальным воплощением итало-диско.
Так же многие современные музыканты, играющие в жанрах диско, ретровейв и подобные им, используют его до сих пор в своих клипах.

## Трек-лист
| №                   | Название                              | Длительность |
| ------------------- | ------------------------------------- | ------------ |
| 1.                  | «Reaving Queen»                       | 4:20         |
| 2.                  | «I Don't Want To Go»                  | 4:06         |
| 3.                  | «Bolero (Hold Me In Your Arms Again)» | 4:00         |
| 4.                  | «Feedback, Feedback»                  | 5:02         |
| 5.                  | «Save The Moment»                     | 4:17         |
| 6.                  | «Lady Of Ice»                         | 4:32         |
| 7.                  | «Girl Don't Let Me Down»              | 4:18         |
| 8.                  | «Latin Fire»                          | 5:09         |
| 9.                  | «After Midnight»                      | 4:37         |
| Общая длительность: | Общая длительность:                   | 1:11:08      |

## Участники записи

### Музыканты
- Fancy — ведущий вокал
- Энтони Монн — клавишные
- Йенс Гад, Мартин Д’Арезе, Вальтер Шмид, Пит Лёв, Шейн Демпси — клавишные
- Джулиан Фейфел — гитары
- Шейн Демпси — ударные, клавишные

### Дизайн, авторы песен
- Энтони Монн — продюсер, звукорежиссёр, сведение, автор песен
- Fancy — автор текстов (Save the Moment, After Midnight)
- Шейн Демпси — автор музыки, автор текстов (Raving Queen; Bolero; Feedback, Feedback; Save the Moment)
- Йенс Гад — автор песен (Raving Queen, Girl Don’t Let Me Down)
- Альфонс Вайндорф — автор текстов (Save the Moment)
- Уолтер Шмид — автор текстов (Lady of Ice)
- Сабрина Лоренц — автор песен (After Midnight)

## Позиции в чартах
| Чарт (1986—1987)              | Высшая позиция |
| ----------------------------- | -------------- |
| Германия (Offizielle Top 100) | 57             |
| Швеция (Sverigetopplistan)    | 43             |

## Синглы
- 1985 — «Check It Out» (Американский танцевальный чарт — #13)
- 1985 — «Bolero (Hold Me In Your Arms Again)» (Испания — #1, Португалия — #2, Швеция — #11, Нидерланды — #19, Бельгия — #17)
- 1986 — «Lady Of Ice» (Германия — #13, Швеция — #17, Швейцария — #18)

## Клипы
- Latin Fire
- Bolero (Hold Me In Your Arms Again)
- Lady of Ice